# 社區文化發展中心
社區文化發展中心（英語：Centre for Community Cultural Development，簡稱CCCD），是香港的一個社區藝術組織，於2004年成立。創辦者包括香港民眾戲劇工作者、無政府主義者莫昭如，以及一群資深視藝、劇場、社區藝術、教育及社會工作者。
中心以「社區文化發展」為發展方針，主要理念包括「藝術充權」、「人人藝術」、「藝術共融」。其工作計劃包括舉辦各種不同的藝術節、電影節、展覽、演出、工作坊、研討會、論壇、培訓、出版等。

## 外部連結
- 社區文化發展中心官方網站 （页面存档备份，存于）